# 徐南金
徐南金（1518年—？），字體乾，號華原，江西南昌府豐城縣人，民籍，明朝政治人物。

## 生平
嘉靖十九年（1540年）庚子科江西鄉試第六十七名舉人。嘉靖二十年（1541年）中式辛丑科會試第二百二十三名，登第二甲第七十二名進士。十一月改授庶吉士，送翰林院读书。二十二年十一月授雲南道监察御史，二十五年巡按广西，三十二年三月提督直隸學校，三十三年六月升山东提学副使，历官河南按察使，四十年七月升浙江右布政使，四十一年二月升湖广左布政使，四十二年正月升都察院右副都御史、巡撫湖廣。

## 家族
曾祖徐大平；祖父徐洪；父徐橃，母漆氏；繼母羅氏。具庆下。弟南軫、南衡。